# Rodolfo Ongarato
Rodolfo Ongarato (Abono Terme, 18 augustus 1971) is een voormalig Italiaans wielrenner. Hij was beroepsrenner tussen 1998 en 2000. In die jaren kwam hij voor drie Italiaanse wielerploegen uit, te weten Ballan, Liquigas-Pata en Alessio-Banca SMG. Zijn broer Alberto Ongarato was eveneens beroepswielrenner.

## Belangrijkste overwinning
'1996
- Eindklassement Giro della Regione Friuli Venezia Giulia

1997
- Eindklassement Giro della Regione Friuli Venezia Giulia

1998
- Trofeo Melinda

1999
- GP Cementizillo

## Resultaten in voornaamste wedstrijden
| Jaar | Ronde van Italië | Ronde van Frankrijk | Ronde van Spanje |
| ---- | ---------------- | ------------------- | ---------------- |
| 1999 | 96e              |                     |                  |